# Államok vezetőinek listája 126-ban
Ezen az oldalon az i. sz. 126-ban fennálló államok vezetőinek névsora olvasható földrészek, majd országok szerinti bontásban. 

## Európa
- Boszporoszi Királyság
  - Király: II. Kotüsz (123/124–132/133)

- Római Birodalom
  - Császár: Hadrianus (117–138) 
    - Consul: Marcus Annius Verus
    - Consul: Gaius Eggius Ambibulus
    - Consul suffectus: Marcus Valerius Propinquus
    - Consul suffectus: Gaius Saenius Severus

  - Moesia Inferior provincia
    - Legatus: Gaius Bruttius Praesens (124–128)

## Ázsia
- Armenia
  - Király: I. Vologaészész (117–137)

- Elümaisz
  - Király: Khoszroész (125-130)

- Hsziungnuk
  - Sanjü: Pa (124-128)

- Ibériai Királyság
  - Király: II. Pharaszmanész (116–132)

- India
  - Anuradhapura
    - Király: Király: I. Gadzsabáhu (113 – 135)

  - Szátaváhana Birodalom
    - Király: Gautamiputra Szátakarni (106–130)

- Japán
  - Császár: Keikó (71–130)

- Kína (Han-dinasztia)
  - Császár: Han Sun-ti (125-144)

- Korea
  - Pekcse
    - Király: Kiru (77–128)

  - Kogurjo
    - Király: Thedzso (53–146)

  - Silla
    - Király: Csima (112–134)

  - Kumgvan Kaja
    - Király: Szuro (42–199?)

- Kusán Birodalom
  - Király: I. Kaniska (100–126)

- Oszroéné
  - Király: VII. Mánu (123–139)

- Pártus Birodalom
  - Nagykirály: I. Khoszroész (109-116, 117-129)

## Afrika
- Római Birodalom
  - Aegyptus provincia
    - Praefectus: Petronius Quadratus (124–126)
    - Praefectus: Titus Flavius Titianus (126–133)

- Kusita Királyság
  - Kusita uralkodók listája

## Fordítás
- Ez a szócikk részben vagy egészben  a   Liste der Staatsoberhäupter 126 című német Wikipédia-szócikk ezen változatának fordításán alapul.  Az eredeti cikk szerkesztőit annak laptörténete sorolja fel. Ez a jelzés csupán a megfogalmazás eredetét és a szerzői jogokat jelzi, nem szolgál a cikkben szereplő információk forrásmegjelöléseként.